# 米歇尔–阿尔布佐夫反应
Michaelis–Arbuzov反应，又称Arbuzov反应（阿尔布佐夫反应）
三价磷化合物在卤代烷的影响下，转变为五价磷化合物。最常见的版本是亚磷酸酯通过反应生成一烷基膦酸酯，
但是烷基亚膦酸二烷基酯（RP(OR)2）和二烷基亚膦酸烷基酯（R2POR）类型的化合物也可以发生重排，生成二烷基次膦酸烷基酯（OP(OR)R2）和氧化三烷基膦（OPR3），因此反应通式可以写作：
其中 A 和 B 为直接或通过氧原子与磷相连的烃基或芳基。
反应由奥古斯特·麦可利斯（August Michaelis）于1898年发现， 而后阿尔布佐夫（Aleksandr Erminingeldovich Arbuzov）对反应作了进一步的研究。
Arbuzov反应是生成 C-P 键的重要反应之一，在大多数情况下产率较好。用这个方法生成的膦酸酯是Horner-Wadsworth-Emmons反应的起始原料。
综述：

## 反应机理
一般认为经典的 Michaelis–Arbuzov 反应是经过两个阶段进行的。第一阶段是三价磷化合物对卤代烃的亲核进攻，磷取代卤离子，生成中间产物鏻盐。然后卤离子作亲核试剂进攻鏻盐，鏻盐分解脱去烃基，得到最终产物膦酸酯。
当 A 和 B 为 R、RO 或 Ar 时，中间产物鏻盐一般不稳定，在室温就可分解为膦酸酯。而当 A 和 B 为 ArO 时，生成的鏻盐十分稳定，只有在高温下或在碱性条件下才能分解。
中间体鏻盐一般不能从溶液中分离出来，但在特殊情况下能得到烷基鏻盐晶体 (OPh)3+PCPh3BF4−。其中 BF4− 亲核性不强，不足以引发第二步反应。 或用 P(OMe)3 与氯丙酮（α-卤代酮）在高氯酸银苯溶液存在条件下生成鏻盐 (OMe)3P+CH2COCH3，红外光谱证实了这个鏻盐的存在。

## 底物条件
一级卤代烃，从溴甲烷和碘甲烷，一直到溴代十四烷， 都会与 ＞P-OR 结构的化合物进行 Michaelis–Arbuzov 反应。
二级卤代烃一般不发生 Michaelis–Arbuzov 反应。 三级卤代烃中，只有三苯氯甲烷（亚磷酸三甲酯的情况下）和三苯溴甲烷及其衍生物才能与亚磷酸酯、二苯次膦酸酯、焦亚磷酸酯反应。
乙烯基或芳基卤化物通常情况下不能发生 Michaelis–Arbuzov 反应。
含有一级和二级卤原子的二卤化物在反应条件下，只有一级卤原子发生反应，二级卤原子则以卤化氢的形式分裂出去而形成双键。含有两个一级卤原子的二卤化物，视反应条件的不同，可生成卤代膦酸酯 或多亚甲基二膦酸酯。
三卤化物的 Michaelis–Arbuzov 反应很少，但四卤化物四氯化碳 可与亚磷酸酯很快起 Michaelis–Arbuzov 反应，生成三氯甲基膦酸酯类。
含有其他官能团的卤代烃以及卤代醚、卤代酸酯、卤代酮 也能与亚磷酸酯发生反应，生成相应的膦酸酯衍生物。
如果参与反应的卤代烃与亚磷酸酯中的烃基不相同，那么反应后产生的 R1-X 会继续与未反应的亚磷酸酯作用，生成 OP(OR1)2R1，产物是混合物。

## 非经典的Arbuzov反应
除了卤代烃之外，其他含有卤素或不含卤素的亲电试剂也可以与亚磷酸酯发生反应，生成各种五价磷化合物，如含有 P-N、P-S、P-O 键的衍生物。这些反应称为非经典的 Michaelis–Arbuzov 反应，主要可以分为三类：
1、非共轭体系作用下的反应：
{\displaystyle {\rm {\ P(OR)_{3}+Z^{\delta +}\!-\!X^{\delta -}\rightarrow OP(OR)_{2}Z+RX}}}
例如有机二硫化物与亚磷酸酯生成膦酸一硫酯的反应。
2、σ,π-共轭体系作用下的反应：
{\displaystyle {\rm {\ P(OR)_{3}+Z\!=\!C\!-\!C\!-\!X\rightarrow OP(OR)_{2}\!-\!Z\!-\!C\!=\!C+RX}}}
例如 α-卤代醛、α-卤代酮、α-卤代酸酯、α-卤代二羰基化合物、α-卤代酰卤、α-卤代硝基烷等和亚磷酸酯的反应。以 α-卤代酮为例，反应产物是磷酸二烷基乙烯基酯。这个反应即Perkow反应，也被称为所谓“反常”的 Michaelis–Arbuzov 反应，与经典的 Michaelis–Arbuzov 反应是竞争反应。增高温度和减小卤原子的电负性有利于经典 Michaelis–Arbuzov 反应的进行。
3、π,π-共轭体系作用下的反应：
{\displaystyle {\rm {\ P(OR)_{3}+Z\!=\!C\!-\!C\!=\!X\rightarrow OP(OR)_{2}\!-\!Z\!-\!C\!=\!C\!-\!XR}}}
例如丙烯酸与亚磷酸酯作用生成 β-膦丙酸酯。